# Ronde van Gelderland
La Ronde van Gelderland és una cursa ciclista femenina d'un dia que es disputa anualment als Països Baixos des del 2003. Transcorre per les carreteres del Gelderland.
La primera vencedora fou Yvonne Brunen i el rècord de victòries, amb quatre l'ostenta Kirsten Wild.

## Palmarès
| Any  | Vencedora            | Segona               | Tercera           |
| ---- | -------------------- | -------------------- | ----------------- |
| 2003 | Yvonne Brunen        | Leontien van Moorsel | Vera Koedooder    |
| 2004 | Leontien van Moorsel | Mirjam Melchers      | Arenda Grimberg   |
| 2005 | Suzanne de Goede     | Tanja Hennes-Schmidt | Kirsten Wild      |
| 2006 | Bertine Spijkerman   | Tanja Hennes-Schmidt | Mirjam Melchers   |
| 2007 | Marianne Vos         | Ina-Yoko Teutenberg  | Loes Markerink    |
| 2008 | Anne Samplonius      | Eva Lutz             | Andrea Bosman     |
| 2009 | Ina-Yoko Teutenberg  | Rochelle Gilmore     | Emma Johansson    |
| 2010 | Kirsten Wild         | Rochelle Gilmore     | Kirsty Broun      |
| 2011 | Ina-Yoko Teutenberg  | Kirsten Wild         | Rochelle Gilmore  |
| 2012 | Suzanne de Goede     | Chantal Blaak        | Megan Guarnier    |
| 2013 | Kirsten Wild         | Giorgia Bronzini     | Chloe Hosking     |
| 2014 | Kirsten Wild         | Jolien D'Hoore       | Melissa Hoskins   |
| 2015 | Kirsten Wild         | Lucy Garner          | Barbara Guarischi |
| 2016 | Katarzyna Niewiadoma | Nathalie Van Gogh    | Lieselot Decroix  |